# Cosmosoma steropes
Cosmosoma steropes är en fjärilsart som beskrevs av Johann August Ephraim Goeze 1770. Cosmosoma steropes ingår i släktet Cosmosoma och familjen björnspinnare. Inga underarter finns listade i Catalogue of Life.